# Баден-Вюртемберг
Ба́ден-Вю́ртемберг (нем. Baden-Württemberg МФА: о файле) — земля на юго-западе Германии. Столица — город Штутгарт.
Образована 25 апреля 1952 года объединением западных федеральных земель Вюртемберг-Баден, Южный Баден и Вюртемберг-Гогенцоллерн, находящихся под оккупацией Великобритании, Франции и США. Баден-Вюртемберг — земля с самым высоким уровнем экспорта (2019 г.), с низким уровнем безработицы (второе место на июль 2021 г. с показателем 3,8 %) и четвёртым по величине валовым внутренним продуктом (ВВП) на душу населения (2020 г.). По средней продолжительности жизни, как мужчин (79,88 лет), так и женщин (84,25 года), Баден-Вюртемберг занял первое место среди федеральных земель Германии за период 2018—2020 годов. По численности населения и площади Баден-Вюртемберг занимает третье место среди земель Германии.

## История
Эта земля состоит из объединения нескольких исторических государств немецкого региона Швабия: Бадена, Гогенцоллерна и Вюртемберга.
После Второй мировой войны Союзники создали три земли: Вюртемберг-Гогенцоллерн, Южный Баден (обе оккупированы Францией), и Вюртемберг-Баден (оккупирована США). В 1949 году эти три земли стали частью Федеративной Республики Германии. Статья 118 конституции ФРГ позволила этим трём регионам объединиться. После плебисцита, прошедшего 9 декабря 1951 года, эти регионы были объединены 25 апреля 1952 года в землю Баден-Вюртемберг.

## Экономика
Баден-Вюртемберг — немецкий регион с развитой экономикой и одним из самых низких уровней безработицы в Германии. Здесь расположены такие всемирно известные фирмы, как Audi Sport, Bosch, Carl Zeiss, Heidelberger Druckmaschinen, IBM, Karl Storz, Mercedes-Benz Group, Porsche, SAP (крупнейшая в Европе компания разработки программного обеспечения), Testo, Voith, ZF Friedrichshafen.
В частности, в индустрии высоких технологий, а также научно-исследовательской и конструкторской деятельности, Баден-Вюртемберг характеризуется как самый инновационный регион Европейского Союза. Интенсивность исследований находит своё отражение в затратах на исследовательские и конструкторские проекты, которые в 2005 году составили 4,2 % от ВВП региона, что является самым высоким показателем в ЕС.
В Шварцвальде издавна было очень развито производство точной механики, в частности, производство часовых механизмов и бытовой электроники (Junghans, Kienzle Uhren, SABA, Dual). Территория Швабского Альба была и остаётся центром текстильной промышленности (Hugo Boss, Trigema, Steiff), что имеет большое значение для экономики.
В Баден-Вюртемберге находятся три закрытые атомные электростанции (Обригхайм, Филипсбург и Неккарвестхайм), остановленные в 2005, 2019 и 2023 годах. На реках региона построены многочисленные гидроэлектростанции.
Одной из важнейших отраслей экономики является издательское дело. В этой земле было издано около 40 % всех книг Германии.
Красоты природы и обилие исторических достопримечательностей способствуют развитию туризма.
Внешняя (?) задолженность:
- 553 € на душу населения (2002)
- Общая задолженность: 5,88 миллиардов. € (2002)

## Политика
Законодательный орган — ландтаг Баден-Вюртемберга (нем. Landtag von Baden-Württemberg), избираемый населением, исполнительный орган — Земельное правительство Баден-Вюртемберга (Landesregierung von Baden-Württemberg), состоящее из премьер-министра земли Баден-Вюртемберга (Ministerpräsident des Landes Baden-Württemberg) и министров земли Баден-Вюртемберг, орган конституционного надзора — Государственный суд правосудия земли Баден-Вюртемберг (Staatsgerichtshof für das Land Baden-Württemberg), высшие судебные инстанции — Высший земельный суд Карлсруэ (Oberlandesgericht Karlsruhe) и Высший земельный суд Штутгарта (Oberlandesgericht Stuttgart), высшая судебная инстанция административной юстиции — Административный суд правосудия Баден-Вюртемберга (Verwaltungsgerichtshof Baden-Württemberg).
С 10 февраля 2010 года премьер-министром земли Баден-Вюртемберг являлся Штефан Маппус (ХДС), который возглавлял коалиционное правительство, состоящее из представителей ХДС и СвДП/ДНП. Однако в результате выборов 2011 года правящая коалиция потеряла большинство и былa сформирована коалиция зелёных и СДПГ, во главе которой стоит Винфрид Кречманн. Он стал первым представителем партии зелёных, избранным на пост премьер-министра федеральной земли.
13 марта 2016 года впервые в новейшей истории Германии на региональных выборах первое место получила Партия зелёных.

## Религия
Большинство верующих — католики (36,9 %) и протестанты (33,3 %), последние преобладают в северном и большей части центрального Вюртемберга.

## Наука
9 университетов, 39 специализированных вузов, около 130 научно-исследовательских учреждений.
Фрайбургский, Гейдельбергский и Тюбингенский университеты являются одними из старейших в Европе.

## Административное деление

Административная карта земли Баден-Вюртемберг

Земля делится на 4 административных округа (Regierungsbezirk), которые включают 35 земельных районов (Landkreis) и 9 внерайонных (приравненных к районам) городов (Kreisfreie Stadt).
Земельные районы делятся на города (Stadt) и общины (Gemeinde), города на общинные округа (Gemeindebezirk), общины на местечки (Ortschaft).

### Административные округа
1. Фрайбург (Freiburg)
2. Карлсруэ (Karlsruhe)
3. Штутгарт (Stuttgart)
4. Тюбинген (Tübingen)

### Районы и внерайонные города
Дополнительно в скобках даны индексы районов или городов на автомобильных номерах. 
- Районы:

1. Альб-Дунай (Alb-Donau-Kreis, UL)
2. Биберах (Biberach, BC)
3. Бодензе (Bodenseekreis, FN)
4. Бёблинген (Böblingen, BB)
5. Брайсгау — Верхний Шварцвальд (Breisgau-Hochschwarzwald, FR)
6. Вальдсхут (Waldshut, WT)
7. Восточный Альб (Ostalbkreis, AA)
8. Гёппинген (Göppingen, GP)
9. Зигмаринген (Sigmaringen, SIG)
10. Карлсруэ (Karlsruhe, KA)
11. Кальв (Calw, CW)
12. Констанц (Konstanz, KN)
13. Лёррах (Lörrach, LÖ)
14. Людвигсбург (Ludwigsburg, LB)
15. Майн-Таубер (Main-Tauber-Kreis, TBB)
16. Неккар-Оденвальд (Neckar-Odenwald-Kreis, MOS)
17. Ортенау (Ortenaukreis, OG)
18. Раштат (Rastatt, RA)
19. Равенсбург (Ravensburg, RV)
20. Рейн-Неккар (Rhein-Neckar-Kreis, HD)
21. Ремс-Мур (Rems-Murr-Kreis, WN)
22. Ройтлинген (Reutlingen, RT)
23. Ротвайль (Rottweil, RW)
24. Тюбинген (Tübingen, TÜ)
25. Тутлинген (Tuttlingen, TUT)
26. Фройденштадт (Freudenstadt, FDS)
27. Хайденхайм (Heidenheim, HDH)
28. Хайльбронн (Heilbronn, HN)
29. Хоэнлоэ (Hohenlohekreis, KÜN)
30. Цоллернальб (Zollernalbkreis, BL)
31. Швебиш-Халль (Schwäbisch Hall, SHA)
32. Шварцвальд-Бар (Schwarzwald-Baar-Kreis, VS)
33. Эммендинген (Emmendingen, EM)
34. Энц (Enzkreis, PF)
35. Эслинген (Esslingen, ES)

| \| Штутгарт \| 611,4 \| Констанц \| 84,5 \| \| Манхайм \| 315,3 \| Филлинген-Швеннинген \| 81,0 \| \| Карлсруэ \| 296,1 \| Аален \| 66,3 \| \| Фрайбург \| 225,6 \| Зиндельфинген \| 60,4 \| \| Хайдельберг \| 148,2 \| Швебиш-Гмюнд \| 59,7 \| \| Хайльбронн \| 124,1 \| Фридрихсхафен \| 59,4 \| \| Ульм \| 123,3 \| Оффенбург \| 59,3 \| \| Пфорцхайм \| 120,5 \| Гёппинген \| 56,9 \| \| Ройтлинген \| 112,6 \| Баден-Баден \| 54,6 \| \| Эслинген \| 92,1 \| Вайблинген \| 53,3 \| \| Людвигсбург \| 88,3 \| Равенсбург \| 50,0 \| \| Тюбинген \| 88,1 \| \| \| |       |                      |      |
| Штутгарт | 611,4 | Констанц             | 84,5 |
| Манхайм | 315,3 | Филлинген-Швеннинген | 81,0 |
| Карлсруэ | 296,1 | Аален                | 66,3 |
| Фрайбург | 225,6 | Зиндельфинген        | 60,4 |
| Хайдельберг | 148,2 | Швебиш-Гмюнд         | 59,7 |
| Хайльбронн | 124,1 | Фридрихсхафен        | 59,4 |
| Ульм | 123,3 | Оффенбург            | 59,3 |
| Пфорцхайм | 120,5 | Гёппинген            | 56,9 |
| Ройтлинген | 112,6 | Баден-Баден          | 54,6 |
| Эслинген | 92,1  | Вайблинген           | 53,3 |
| Людвигсбург | 88,3  | Равенсбург           | 50,0 |
| Тюбинген | 88,1  |                      |      |

- Внерайонные города:

1. Баден-Баден (Baden-Baden, BAD)
2. Хайдельберг (Heidelberg, HD)
3. Карлсруэ (Karlsruhe, KA)
4. Манхайм (Mannheim, MA)
5. Пфорцхайм (Pforzheim, PF)
6. Ульм (Ulm, UL)
7. Фрайбург (Freiburg im Breisgau, FR)
8. Хайльбронн (Heilbronn, HN)
9. Штутгарт (Stuttgart, S)

### Исторические области
- Маркгрефлерланд (Markgräflerland))
- Бодензе-Верхняя Швабия (Bodensee-Oberschwaben)
- Дунай-Иллер (Donau-Iller)
- Хайльбронн-Франкония (Heilbronn-Franken)
- Верхний Рейн-Бодензе (Hochrhein-Bodensee)
- Средний Верхний Рейн (Mittlerer Oberrhein)
- Неккар-Альб (Neckar-Alb)
- Северный Шварцвальд (Nordschwarzwald)
- Восточный Вюртемберг (Ostwürttemberg)
- Рейн-Неккар (Rhein-Neckar)
- Шварцвальд-Бар-Хойберг (Schwarzwald-Baar-Heuberg)
- Штутгарт (Stuttgart)
- Южный Верхний Рейн (Südlicher Oberrhein)

### Местные органы государственной власти
Представительные органы районов — крайстаги (Kreistag), состоящие из ландрата (Landrat), при котором действуют заместители ландрата, который ведёт заседания, и крайсратов (Kreisrat), избираемых населением по пропорциональной системе с открытым списком, исполнительную власть в районах осуществляет ландрат, избираемый населением.
Представительные органы городов — гемайндераты (Gemeinderat), состоящие из обер-бургомистра (Oberbürgermeister), при котором действуют бургомистры, или бургомистра, при котором действуют заместители бургомистра, который ведёт заседания, и штадтратов (Stadtrat), избираемых населением по пропорциональной системе с открытым списком, исполнительную власть в городах осуществляет обер-бургомистр, избираемый населением.
Представительные органы общин — гемайндераты (Gemeinderat), состоящие из бургомистра (Bürgermeister), который ведёт заседания и при котором действуют заместители бургомистра, и гемайндератов (Gemeinderat), избираемых населением по пропорциональной системе с открытым списком; исполнительную власть в общинах осуществляет бургомистр, избираемый населением.
Представительные органы общинных округов — окружные советы (Bezirksbeirat), исполнительные — окружные старосты (Bezirksvorsteher).
Представительные органы местечек — советы местечек (Ortschaftsrat), исполнительные — местные старосты (Ortsvorsteher).

## Европейские регионы-метрополисы
- Регион Рейн-Неккар (Metropolregion Rhein-Neckar), расположен частично в земле Баден-Вюртемберг
- Штутгартский регион (Metropolregion Stuttgart)